# 이올란다 발라슈
이올란다 발라슈(루마니아어: Iolanda Balaș, 1936년 12월 12일 ~ 2016년 3월 11일)는 루마니아의 육상 선수이며 2연속 올림픽 높이뛰기 금메달리스트(1960, 1964)였다.
티미쇼아라에서 루마니아인 아버지와 헝가리인 어머니 사이에서 태어난 발라슈는 세계에서 가장 위대한 높이뛰기 선수들 중의 하나로 알려졌다. 1956년 멜버른 올림픽에서 5위를 하다가 1960년 로마와 1964년 도쿄 올림픽에서 2연승을 하였다. 1957년부터 1966년 사이에 발라슈는 150개의 연속적 대회에서 우승하였다. 1.75m부터 1.91m까지 13개의 세계 기록을 세웠고 각각 1회의 실외와 실내 경기에서 동일시켰다. 그녀는 6피트를 넘게 뛰은 첫 여성 선수였다. 그녀의 기술은 가위 기술의 세련된 변형이었다.
1961년에 세워진 그녀의 기록 1.91m는 1971년 오스트리아의 일로나 구젠바우어에 의하여 깨질 때까지 10년간 지속되었다.
81세의 나이로 부쿠레슈티에서 사망하였다.

## 같이 보기
- 여자 높이뛰기 세계 기록 추이